# 全国高等学校野球選手権大会 (富山県勢)
全国高等学校野球選手権大会における富山県勢の成績について記す。

## 大会結果
| 年度（大会）          | 代表校                                         | 試合結果                                       | 試合結果                                       | 成績                                           |
| --------------------- | ---------------------------------------------- | ---------------------------------------------- | ---------------------------------------------- | ---------------------------------------------- |
| 1937年（第23回大会）  | 高岡商（北陸・初出場）                         | 1回戦                                          | ● 2 - 3 熊本工                                 | 初戦敗退                                       |
| 1939年（第25回大会）  | 高岡商（北陸・2年ぶり2回目）                   | 2回戦                                          | ● 7 - 12 米子中                                | 初戦敗退                                       |
| 1940年（第26回大会）  | 富山商（北陸・初出場）                         | 2回戦                                          | ● 1 - 7 市岡中                                 | 初戦敗退                                       |
| 1947年（第29回大会）  | 高岡商（北陸・8年ぶり3回目）                   | 2回戦                                          | ○ 9 - 8 福岡中                                 | ベスト8                                        |
| 1947年（第29回大会）  | 高岡商（北陸・8年ぶり3回目）                   | 準々決勝                                       | ● 3 - 6 成田中                                 | ベスト8                                        |
| 1956年（第38回大会）  | 滑川（北陸・初出場）                           | 1回戦                                          | ○ 2 - 0 北海                                   | 2回戦                                          |
| 1956年（第38回大会）  | 滑川（北陸・初出場）                           | 2回戦                                          | ● 0 - 1 平安                                   | 2回戦                                          |
| 1958年（第40回大会）  | 魚津（初出場）                                 | 1回戦                                          | ○ 2 - 0 浪華商                                 | ベスト8                                        |
| 1958年（第40回大会）  | 魚津（初出場）                                 | 2回戦                                          | ○ 7 - 6 明治                                   | ベスト8                                        |
| 1958年（第40回大会）  | 魚津（初出場）                                 | 3回戦                                          | ○ 3 - 0 桐生                                   | ベスト8                                        |
| 1958年（第40回大会）  | 魚津（初出場）                                 | 準々決勝                                       | △ 0 - 0 徳島商（延長18回）                     | ベスト8                                        |
| 1958年（第40回大会）  | 魚津（初出場）                                 | 準々決勝                                       | ● 1 - 3 徳島商                                 | ベスト8                                        |
| 1959年（第41回大会）  | 魚津（北越・2年連続2回目）                     | 1回戦                                          | ● 1 - 3 平安                                   | 初戦敗退                                       |
| 1960年（第42回大会）  | 高岡商（北越・13年ぶり4回目）                  | 1回戦                                          | ● 1 - 2 戸畑                                   | 初戦敗退                                       |
| 1962年（第44回大会）  | 高岡商（北越・2年ぶり5回目）                   | 1回戦                                          | ○ 5 - 2 甲府工                                 | 2回戦                                          |
| 1962年（第44回大会）  | 高岡商（北越・2年ぶり5回目）                   | 2回戦                                          | ● 0 - 2 久留米商                               | 2回戦                                          |
| 1963年（第45回大会）  | 富山商（23年ぶり2回目）                        | 1回戦                                          | ● 0 - 1 下関商                                 | 初戦敗退                                       |
| 1964年（第46回大会）  | 富山商（北越・2年連続3回目）                   | 1回戦                                          | ● 4 - 6 北海                                   | 初戦敗退                                       |
| 1965年（第47回大会）  | 氷見（北越・初出場）                           | 1回戦                                          | ● 1 - 13 東邦                                  | 初戦敗退                                       |
| 1967年（第49回大会）  | 富山商（北越・3年ぶり4回目）                   | 2回戦                                          | ○ 3 - 1 守山                                   | ベスト8                                        |
| 1967年（第49回大会）  | 富山商（北越・3年ぶり4回目）                   | 準々決勝                                       | ● 2 - 16 習志野                                | ベスト8                                        |
| 1968年（第50回大会）  | 高岡商（6年ぶり6回目）                         | 1回戦                                          | ● 5 - 6 津久見（延長12回）                     | 初戦敗退                                       |
| 1969年（第51回大会）  | 富山北部（北越・初出場）                       | 1回戦                                          | ○ 6 - 4 東邦                                   | ベスト8                                        |
| 1969年（第51回大会）  | 富山北部（北越・初出場）                       | 2回戦                                          | ○ 4 - 1 飯塚商                                 | ベスト8                                        |
| 1969年（第51回大会）  | 富山北部（北越・初出場）                       | 準々決勝                                       | ● 1 - 4 若狭                                   | ベスト8                                        |
| 1971年（第53回大会）  | 高岡商（北越・3年ぶり7回目）                   | 1回戦                                          | ○ 2 - 0 比叡山                                 | 2回戦                                          |
| 1971年（第53回大会）  | 高岡商（北越・3年ぶり7回目）                   | 2回戦                                          | ● 1 - 14 静岡学園                              | 2回戦                                          |
| 1973年（第55回大会）  | 富山商（6年ぶり5回目）                         | 2回戦                                          | ○ 7 - 4 唐津商                                 | ベスト8                                        |
| 1973年（第55回大会）  | 富山商（6年ぶり5回目）                         | 3回戦                                          | ○ 1 - 0 鳥取西                                 | ベスト8                                        |
| 1973年（第55回大会）  | 富山商（6年ぶり5回目）                         | 準々決勝                                       | ● 2 - 6 川越工                                 | ベスト8                                        |
| 1974年（第56回大会）  | 高岡商（北陸・3年ぶり8回目）                   | 2回戦                                          | ○ 5 - 3 函館有斗                               | 3回戦                                          |
| 1974年（第56回大会）  | 高岡商（北陸・3年ぶり8回目）                   | 3回戦                                          | ● 0 - 1 鹿児島実                               | 3回戦                                          |
| 1978年（第60回大会）  | 石動（初出場）                                 | 2回戦                                          | ● 1 - 2 延岡学園                               | 初戦敗退                                       |
| 1979年（第61回大会）  | 桜井（初出場）                                 | 1回戦                                          | ● 2 - 3 倉敷商                                 | 初戦敗退                                       |
| 1980年（第62回大会）  | 新湊（初出場）                                 | 2回戦                                          | ● 2 - 7 興南                                   | 初戦敗退                                       |
| 1981年（第63回大会）  | 高岡第一（初出場）                             | 1回戦                                          | ● 0 - 8 志度商                                 | 初戦敗退                                       |
| 1982年（第64回大会）  | 高岡商（8年ぶり9回目）                         | 2回戦                                          | ○ 3 - 1 宇部商                                 | 3回戦                                          |
| 1982年（第64回大会）  | 高岡商（8年ぶり9回目）                         | 3回戦                                          | ● 0 - 5 熊本工                                 | 3回戦                                          |
| 1983年（第65回大会）  | 桜井（4年ぶり2回目）                           | 1回戦                                          | ● 2 - 6 鳥栖                                   | 初戦敗退                                       |
| 1984年（第66回大会）  | 高岡商（2年ぶり10回目）                        | 1回戦                                          | ● 0 - 13 松山商                                | 初戦敗退                                       |
| 1985年（第67回大会）  | 高岡商（2年連続11回目）                        | 1回戦                                          | ● 0 - 3 東洋大姫路                             | 初戦敗退                                       |
| 1986年（第68回大会）  | 新湊（6年ぶり2回目）                           | 2回戦                                          | ● 4 - 8 天理                                   | 初戦敗退                                       |
| 1987年（第69回大会）  | 高岡商（2年ぶり12回目）                        | 2回戦                                          | ○ 5 - 4 長崎商                                 | 3回戦                                          |
| 1987年（第69回大会）  | 高岡商（2年ぶり12回目）                        | 3回戦                                          | ● 0 - 4 PL学園                                 | 3回戦                                          |
| 1988年（第70回大会）  | 富山商（15年ぶり6回目）                        | 1回戦                                          | ● 2 - 4 沖縄水産                               | 初戦敗退                                       |
| 1989年（第71回大会）  | 富山商（2年連続7回目）                         | 1回戦                                          | ● 1 - 5 鶴崎工                                 | 初戦敗退                                       |
| 1990年（第72回大会）  | 桜井（7年ぶり3回目）                           | 2回戦                                          | ● 0 - 8 西日本短大付                           | 初戦敗退                                       |
| 1991年（第73回大会）  | 富山商（2年ぶり8回目）                         | 1回戦                                          | ● 2 - 3 八幡商                                 | 初戦敗退                                       |
| 1992年（第74回大会）  | 高岡商（5年ぶり13回目）                        | 2回戦                                          | ● 0 - 2 西日本短大付                           | 初戦敗退                                       |
| 1993年（第75回大会）  | 不二越工（初出場）                             | 2回戦                                          | ● 1 - 11 鳥取西                                | 初戦敗退                                       |
| 1994年（第76回大会）  | 富山商（3年ぶり9回目）                         | 1回戦                                          | ● 2 - 5 北陽                                   | 初戦敗退                                       |
| 1995年（第77回大会）  | 高岡商（3年ぶり14回目）                        | 2回戦                                          | ● 0 - 10 智弁学園                              | 初戦敗退                                       |
| 1996年（第78回大会）  | 富山商（2年ぶり10回目）                        | 1回戦                                          | ● 4 - 6 鹿児島実                               | 初戦敗退                                       |
| 1997年（第79回大会）  | 新湊（11年ぶり3回目）                          | 1回戦                                          | ● 5 - 7 徳島商                                 | 初戦敗退                                       |
| 1998年（第80回大会）  | 富山商（2年ぶり11回目）                        | 1回戦                                          | ○ 8 - 4 報徳学園                               | 2回戦                                          |
| 1998年（第80回大会）  | 富山商（2年ぶり11回目）                        | 2回戦                                          | ● 3 - 5 滑川                                   | 2回戦                                          |
| 1999年（第81回大会）  | 新湊（2年ぶり4回目）                           | 1回戦                                          | ○ 9 - 5 小松（延長11回）                       | 2回戦                                          |
| 1999年（第81回大会）  | 新湊（2年ぶり4回目）                           | 2回戦                                          | ● 1 - 10 樟南                                  | 2回戦                                          |
| 2000年（第82回大会）  | 富山商（2年ぶり12回目）                        | 1回戦                                          | ● 3 - 5 長崎日大                               | 初戦敗退                                       |
| 2001年（第83回大会）  | 滑川（45年ぶり2回目）                          | 2回戦                                          | ● 4 - 13 金沢                                  | 初戦敗退                                       |
| 2002年（第84回大会）  | 富山商（2年ぶり13回目）                        | 1回戦                                          | ● 1 - 4 柳川                                   | 初戦敗退                                       |
| 2003年（第85回大会）  | 富山商（2年連続14回目）                        | 2回戦                                          | ○ 4 - 2 日南学園                               | 3回戦                                          |
| 2003年（第85回大会）  | 富山商（2年連続14回目）                        | 3回戦                                          | ● 3 - 6 鳥栖商                                 | 3回戦                                          |
| 2004年（第86回大会）  | 富山商（3年連続15回目）                        | 1回戦                                          | ○ 10 - 5 佐賀学園                              | 2回戦                                          |
| 2004年（第86回大会）  | 富山商（3年連続15回目）                        | 2回戦                                          | ● 0 - 1 千葉経大付                             | 2回戦                                          |
| 2005年（第87回大会）  | 高岡商（10年ぶり15回目）                       | 1回戦                                          | ● 5 - 6x 関西（延長10回）                      | 初戦敗退                                       |
| 2006年（第88回大会）  | 福岡（初出場）                                 | 1回戦                                          | ● 1 - 8 福井商                                 | 初戦敗退                                       |
| 2007年（第89回大会）  | 桜井（17年ぶり4回目）                          | 1回戦                                          | ● 3 - 4x 東福岡（延長11回）                    | 初戦敗退                                       |
| 2008年（第90回大会）  | 高岡商（3年ぶり16回目）                        | 1回戦                                          | ○ 5 - 1 大府                                   | 2回戦                                          |
| 2008年（第90回大会）  | 高岡商（3年ぶり16回目）                        | 2回戦                                          | ● 0 - 5 慶応                                   | 2回戦                                          |
| 2009年（第91回大会）  | 南砺総合福野（初出場）                         | 1回戦                                          | ● 1 - 15 天理                                  | 初戦敗退                                       |
| 2010年（第92回大会）  | 砺波工（初出場）                               | 1回戦                                          | ● 2 - 3 報徳学園                               | 初戦敗退                                       |
| 2011年（第93回大会）  | 新湊（12年ぶり5回目）                          | 2回戦                                          | ○ 4 - 1 龍谷大平安                             | 3回戦                                          |
| 2011年（第93回大会）  | 新湊（12年ぶり5回目）                          | 3回戦                                          | ● 1 - 11 東洋大姫路                            | 3回戦                                          |
| 2012年（第94回大会）  | 富山工（初出場）                               | 1回戦                                          | ● 4 - 5x 宇部鴻城                              | 初戦敗退                                       |
| 2013年（第95回大会）  | 富山第一（初出場）                             | 2回戦                                          | ○ 5 - 0 秋田商                                 | ベスト8                                        |
| 2013年（第95回大会）  | 富山第一（初出場）                             | 3回戦                                          | ○ 8 - 0 木更津総合                             | ベスト8                                        |
| 2013年（第95回大会）  | 富山第一（初出場）                             | 準々決勝                                       | ● 4 - 5x 延岡学園（延長11回）                  | ベスト8                                        |
| 2014年（第96回大会）  | 富山商（10年ぶり16回目）                       | 1回戦                                          | ○ 2 - 0 日大鶴ヶ丘                             | 3回戦                                          |
| 2014年（第96回大会）  | 富山商（10年ぶり16回目）                       | 2回戦                                          | ○ 3 - 1 関西                                   | 3回戦                                          |
| 2014年（第96回大会）  | 富山商（10年ぶり16回目）                       | 3回戦                                          | ● 5 - 6x 日本文理                              | 3回戦                                          |
| 2015年（第97回大会）  | 高岡商（7年ぶり17回目）                        | 2回戦                                          | ● 10 - 12 関東第一                             | 初戦敗退                                       |
| 2016年（第98回大会）  | 富山第一（3年ぶり2回目）                       | 1回戦                                          | ○ 1x - 0 中越                                  | 2回戦                                          |
| 2016年（第98回大会）  | 富山第一（3年ぶり2回目）                       | 2回戦                                          | ● 1 - 3 広島新庄                               | 2回戦                                          |
| 2017年（第99回大会）  | 高岡商（2年ぶり18回目）                        | 2回戦                                          | ● 1 - 11 東海大菅生                            | 初戦敗退                                       |
| 2018年（第100回大会） | 高岡商（2年連続19回目）                        | 1回戦                                          | ○ 4 - 1 佐賀商                                 | 3回戦                                          |
| 2018年（第100回大会） | 高岡商（2年連続19回目）                        | 2回戦                                          | ○ 5 - 4 佐久長聖                               | 3回戦                                          |
| 2018年（第100回大会） | 高岡商（2年連続19回目）                        | 3回戦                                          | ● 1 - 3 大阪桐蔭                               | 3回戦                                          |
| 2019年（第101回大会） | 高岡商（3年連続20回目）                        | 1回戦                                          | ○ 6 - 4 石見智翠館（延長10回）                 | 3回戦                                          |
| 2019年（第101回大会） | 高岡商（3年連続20回目）                        | 2回戦                                          | ○ 4 - 3 神村学園                               | 3回戦                                          |
| 2019年（第101回大会） | 高岡商（3年連続20回目）                        | 3回戦                                          | ● 4 - 9 履正社                                 | 3回戦                                          |
| 2020年（第102回大会） | （新型コロナウイルス感染症流行による大会中止） | （新型コロナウイルス感染症流行による大会中止） | （新型コロナウイルス感染症流行による大会中止） | （新型コロナウイルス感染症流行による大会中止） |
| 2021年（第103回大会） | 高岡商（4大会連続21回目）                      | 1回戦                                          | ● 4 - 17 松商学園                              | 初戦敗退                                       |
| 2022年（第104回大会） | 高岡商（5大会連続22回目）                      | 1回戦                                          | ● 3 - 13 敦賀気比                              | 初戦敗退                                       |
| 2023年（第105回大会） | 富山商（9年ぶり17回目）                        | 1回戦                                          | ● 2 - 3x 鳥栖工（延長12回TB）                  | 初戦敗退                                       |
| 2024年（第106回大会） | 富山商（2年連続18回目）                        | 2回戦                                          | ● 0 - 4 東海大相模                             | 初戦敗退                                       |
| 2025年（第107回大会） | 未来富山（初出場）                             | 2回戦                                          | ● 5 - 8 高川学園                               | 初戦敗退                                       |

## 通算成績
| 出場 | 試合 | 勝利 | 敗戦 | 引分 | 勝率 | 優勝 | 準優勝 | ベスト4 | ベスト8 |
| ---- | ---- | ---- | ---- | ---- | ---- | ---- | ------ | ------- | ------- |
| 65   | 96   | 30   | 65   | 1    | .318 | 0    | 0      | 0       | 6       |

## 学校別成績
| 校名     | 出場 | 勝敗      | 直近出場 | 最高成績 | 前身校       |
| -------- | ---- | --------- | -------- | -------- | ------------ |
| 高岡商   | 22回 | 11勝22敗  | 2022年   | ベスト8  |              |
| 富山商   | 18回 | 8勝18敗   | 2024年   | ベスト8  |              |
| 新湊     | 5回  | 2勝5敗    | 2011年   | 3回戦    |              |
| 桜井     | 4回  | 0勝4敗    | 2007年   | 初戦敗退 |              |
| 魚津     | 2回  | 3勝2敗1分 | 1959年   | ベスト8  |              |
| 富山第一 | 2回  | 3勝2敗    | 2016年   | ベスト8  |              |
| 滑川     | 2回  | 1勝2敗    | 2001年   | 2回戦    |              |
| 富山北部 | 1回  | 2勝1敗    | 1969年   | ベスト8  |              |
| 氷見     | 1回  | 0勝1敗    | 1965年   | 初戦敗退 |              |
| 石動     | 1回  | 0勝1敗    | 1978年   | 初戦敗退 |              |
| 高岡第一 | 1回  | 0勝1敗    | 1981年   | 初戦敗退 |              |
| 不二越工 | 1回  | 0勝1敗    | 1993年   | 初戦敗退 |              |
| 福岡     | 1回  | 0勝1敗    | 2006年   | 初戦敗退 |              |
| 南砺福野 | 1回  | 0勝1敗    | 2009年   | 初戦敗退 | 南砺総合福野 |
| 砺波工   | 1回  | 0勝1敗    | 2010年   | 初戦敗退 |              |
| 富山工   | 1回  | 0勝1敗    | 2012年   | 初戦敗退 |              |
| 未来富山 | 1回  | 0勝1敗    | 2025年   | 初戦敗退 |              |